# Ekin
Ekin is een bestuurslaag in het regentschap Belu van de provincie Oost-Nusa Tenggara, Indonesië. Ekin telt 770 inwoners (volkstelling 2010).